# ژان کریستین لانگ
ژان کریستین لانگ (انگلیسی: Jean-Christian Lang؛ زادهٔ ۲۲ اوت ۱۹۵۰) بازیکن فوتبال اهل فرانسه است.
از باشگاه‌هایی که در آن بازی کرده‌است می‌توان به باشگاه فوتبال سوشو اشاره کرد.
وی همچنین در تیم ملی فوتبال France Amateur national team بازی کرده‌است.